# Physcius peruvianus
Physcius peruvianus es una especie de coleóptero de la familia Mycteridae.

## Distribución geográfica
Habita en Perú.